# Seznam oficiálních návštěv ve Versailles

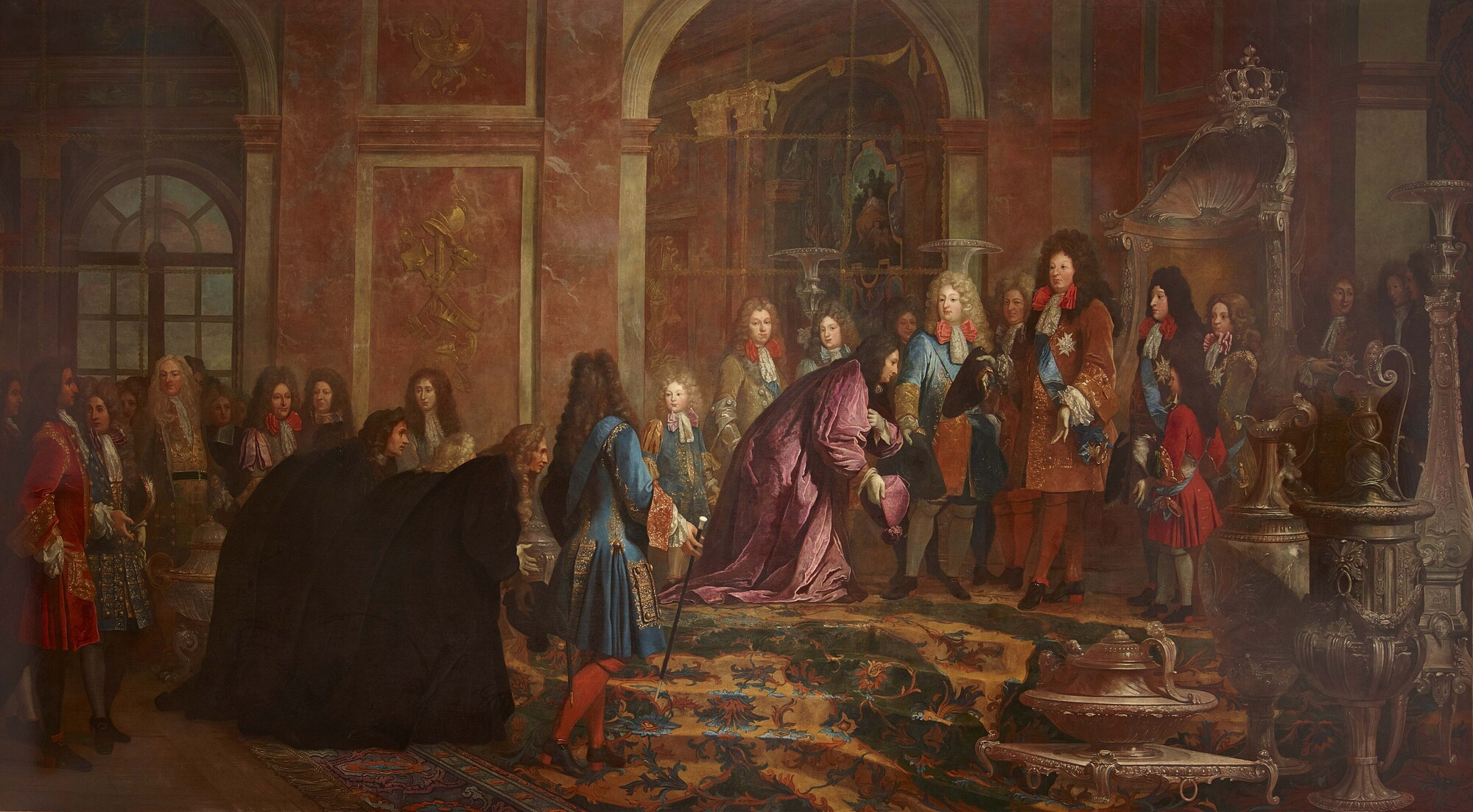
Ludvík XIV. přijímá benátského dóžete Francesca M. I. Lercariho ve Zrcadlovém sále (16. května 1685)

Seznam oficiálních návštěv ve Versailles od doby postavení Versailleského zámku do současnosti.

## Seznam oficiálních návštěv od roku 1636
| Datum               | Host                                                                    | Hostitel (nebo jeho reprezentant)      | Poznámka                                                                  |
| ------------------- | ----------------------------------------------------------------------- | -------------------------------------- | ------------------------------------------------------------------------- |
| 25. února 1636      | Odoardo Farnese, vévoda parmský                                         | Ludvík XIII.                           | První oficiální recepce ve Versailles                                     |
| 12. září 1671       | Ambasador benátské republiky                                            | Ludvík XIV.                            |                                                                           |
| 5. listopadu 1673   | Marie Beatrice d'Este                                                   | Ludvík XIV.                            | Budoucí manželka Jakuba II. Stuarta                                       |
| duben–červenec 1681 | delegace ruského carství                                                | Ludvík XIV.                            |                                                                           |
| 15. května 1685     | Francesco Maria Imperiale Lercari, dóže benátský                        | Ludvík XIV.                            | První oficiální návštěva přijatá v Zrcadlovém sále                        |
| 1. září 1686        | delegace thajského království                                           | Ludvík XIV.                            |                                                                           |
| 8. ledna 1689       | Jakub II. Stuart, anglický král                                         | Ludvík XIV.                            |                                                                           |
| 21. ledna 1693      | Frederik IV., korunní princ dánský                                      | Ludvík XIV.                            |                                                                           |
| 25. května 1698     | Gian Gastone Medicejský                                                 | Ludvík XIV.                            | velkoprinc toskánského velkovévodství                                     |
| 16. února 1699      | delegace marockého království                                           | Ludvík XIV.                            | vyslanci Ismaila Ibn Sharifa, protivníka Ludvíka XIV.                     |
| 21. listopadu 1699  | Leopold Josef Lotrinský                                                 | Ludvík XIV.                            |                                                                           |
| 21. září 1701       | Jakub František Stuart                                                  | Ludvík XIV.                            |                                                                           |
| 12. května 1704     | Ferdinando Carlo Gonzaga                                                | Ludvík XIV.                            |                                                                           |
| 26. září 1706       | Joseph Clemens von Bayern, arcibiskup kolínský                          | Ludvík XIV.                            |                                                                           |
| 4. března 1710      | Maxmilián II. Emanuel                                                   | Ludvík XIV.                            |                                                                           |
| 4. ledna 1711       | Joseph Clemens von Bayern, arcibiskup kolínský                          | Ludvík XIV.                            |                                                                           |
| 18. února 1715      | delegace peršanů (Safíovci)                                             | Ludvík XIV.                            | recepce pro Mehmet Rıza Beğ v Zrcadlové galerii                           |
| 24–26. května 1717  | Petr I. Veliký, ruský car a imperátor                                   | Ludvík XV.                             | v přítomnosti Filipa II. Orleánského, regenta francouzského               |
| 30. března 1726     | Luisa Alžběta Orleánská, manželka krále Ludvíka I.                      | Ludvík XV.                             |                                                                           |
| 1. února 1730       | František I. Štěpán Lotrinský                                           | Ludvík XV.                             |                                                                           |
| 19. ledna 1735      | Tripolisská delegace                                                    | Ludvík XV.                             | recepce pro Hadjiho Mehemeta Effendiho na Mramorovém nádvoří              |
| 7. června 1736      | Stanislav I. Leszczyński                                                | Ludvík XV.                             |                                                                           |
| 11. ledna 1740      | delegace Vysoké Porty                                                   | Ludvík XV.                             | recepce pro Saïda Mehemeta Pacha                                          |
| červen 1751         | Hrabě ze Sponheimu                                                      | Ludvík XV.                             | inkognito Karla II. vévody-falckraběte falcko-zweibrückenského            |
| 4. září 1757        | Marie Luisa Alžběta Francouzská                                         | Ludvík XV.                             |                                                                           |
| 2. února 1759       | princezna anhaltská                                                     | Ludvík XV.                             | představení u dvora                                                       |
| 15. října 1761      | Clemens Wenzeslaus von Sachsen                                          | Ludvík XV.                             | Kurfiřt trevírský                                                         |
| září 1762           | komtesa henneberská                                                     | Ludvík XV.                             | inkognito princezny Marie Christiny Saské                                 |
| 8. února 1763       | dědičný princ knížectví nasavského                                      | Ludvík XV.                             | představení královské rodině                                              |
| červen 1765         | princ falcko-zweibrückenský                                             | Ludvík XV.                             | představení královské rodině                                              |
| 22. dubna 1766      | hrabě z Blankenburgu                                                    | Ludvík XV.                             | inkognito dědičného prince Karla Viléma Brunšvicko-Wolfenbüttelského      |
| 30. ledna 1768      | dědičný princ nasavský                                                  | Ludvík XV.                             | představení u dvora                                                       |
| 30. července 1768   | kníže Fridrich z Anhaltsko-Zerbstskau                                   | Ludvík XV.                             |                                                                           |
| 21. listopadu 1768  | Kristián VII., král dánský                                              | Ludvík XV.                             |                                                                           |
| 20. prosince 1768   | hrabě z Rody                                                            | Ludvík XV.                             | inkognito dědičného princeArnošta II. Sasko-Gothajsko-Altenburského       |
| 25. července 1769   | hrabě z Barby                                                           | Ludvík XV.                             | inkognito prince Karla Sasko-Polského, bývalého vévody kuronského         |
| 10. března 1770     | Ludvík, kníže nasavsko-saarbrückenský                                   | Ludvík XV.                             |                                                                           |
| 9. září 1770        | hrabě Vasa                                                              | Ludvík XV.                             | inkognito korunního prince Karla Švédského                                |
| 14. ledna 1771      | hraběnka z Hennebergu                                                   | Ludvík XV.                             | princezna Maria Christina Saská                                           |
| 9. února 1771       | hrabě z Gotlandu a Eulandu                                              | Ludvík XV.                             | inkognito prince Frederika Adolfa Švédského                               |
| 23. února 1771      | kníže Fridrich III. de Salm-Kyrbourg                                    | Ludvík XV.                             | představení královské rodině                                              |
| září 1771           | hrabě z Ebersteinu                                                      | Ludvík XV.                             | inkognito markraběte Karla I. Bádensko-Durlašského                        |
| 24. března 1772     | Ludvík, kníže Nasavsko-Saarbrückenský                                   | Ludvík XV.                             |                                                                           |
| 22. ledna 1774      | hrabě lužický                                                           | Ludvík XV.                             | inkognito maršála Francie, prince Františka Xavera Saského                |
| 22. března 1774     | princ hesensko-rothenburský                                             | Ludvík XV.                             |                                                                           |
| 27. září 1774       | kníže Ludvík Karel Salm-Salm                                            | Ludvík XVI.                            |                                                                           |
| 7. března 1775      | hrabata z Alstedtu                                                      | Ludvík XVI.                            | inkognito vévody Karla Augusta Sasko-Výmarsko-Eisenašského a jeho syna    |
| 3. červen 1775      | markýz de Marène, hrabě de Salussol, hrabě de Villefranche              | Ludvík XVI.                            | inkognito knížete Ludvíka Viktora Savojsko-Carignanského a jeho dvou synů |
| 15. února 1776      | hrabě z Urachu                                                          | Ludvík XVI.                            | inkognito vévody Karla II. Württemberského, představení u dvora           |
| 22. ledna 1777      | hrabě ze Sponheimu                                                      | Ludvík XVI.                            | inkognito Karla II. Augusta, vévody-falckraběte falcko-zweibrückenského   |
| 19. dubna 1777      | hrabě Falckenstein                                                      | Ludvík XVI.                            | inkognito císaře Josefa II.                                               |
| 20. května 1778     | Benjamin Franklin                                                       | Ludvík XVI.                            | američtí ambasadoři se Silasem Deanem a Arthurem Lee                      |
| 15. září 1778       | hrabě rastadtský                                                        | Ludvík XVI.                            | inkognito prince holštýsko-gottorpského                                   |
| 20. července 1779   | kníže Fridrich III. Salm-Kyrburg                                        | Ludvík XVI.                            | představení u dvora                                                       |
| 13. února 1780      | hrabě epsteinský                                                        | Ludvík XVI.                            | inkognito dědičného prince Ludvíka Hesensko-Darmstadtského                |
| 29. července 1781   | hrabě Falckenstein                                                      | Ludvík XVI.                            | inkognito císaře Josefa II., 2. oficiální návštěva u dvora                |
| 20. května 1782     | hrabě a hraběnka Severu                                                 | Ludvík XVI.                            | inkognito velkoknížat Pavla a Sofie Doroty                                |
| 7. ledna 1783       | apoštolský nuncius kardinál Giuseppe Maria Doria Pamphilj               | Ludvík XVI.                            | požehnání nově narozenému dauphinovi Ludvíku Josefu Bourbonskému          |
| 14. ledna 1783      | princ hohenzollernsko-sigmaringenský                                    | Ludvík XVI.                            | představení u dvora                                                       |
| 23. září 1783       | princ Hesensko-Darmstadtský                                             | Ludvík XVI.                            | představení u dvora                                                       |
| 9. prosince 1783    | princ Nasavsko-Usingenský                                               | Ludvík XVI.                            | představení u dvora                                                       |
| 9. prosince 1783    | markrabě z Ansbachu                                                     | Ludvík XVI.                            | představení u dvora                                                       |
| 7. června 1784      | hrabě Haga                                                              | Ludvík XVI.                            | inkognito krále Gustava III. Švédského                                    |
| 30. března 1784     | princ nasavsko-saarbrucký                                               | Ludvík XVI.                            |                                                                           |
| 13. května 1786     | hrabě z Nellenburgu                                                     | Ludvík XVI.                            | inkognito arcivévody Ferdinanda Habsburského                              |
| 29. července 1786   | hrabě z Bely                                                            | Ludvík XVI.                            | inkognito těšínského vévody Alberta Kazimíra Sasko-Těšínského             |
| 10. srpna 1788      | delegace sultána Tipu                                                   | Ludvík XVI.                            | recepce v Herkulově salonu                                                |
| 12. července 1789   | princ Nasavsko-Saarbrucký                                               | Ludvík XVI.                            | návštěva několik dní před pádem Bastily                                   |
| 3. ledna 1804       | papež Pius VII.                                                         | Louis Charrier de La Roche             | biskup versailleský; papežské požehnání Zrcadlového sálu                  |
| 18. listopadu 1807  | Kateřina Württemberská                                                  | Napoleon I.                            |                                                                           |
| 6. prosince 1809    | Fridrich August I. Saský                                                | Napoleon I.                            |                                                                           |
| 11. května 1814     | Alexandr I. Pavlovič Fridrich Vilém III.                                | ---                                    | návštěva před podepsáním Pařížské mírové smlouvy                          |
| 9. srpna 1814       | Ludvík XVIII.                                                           | ---                                    | první návštěva francouzského krále Ludvíka XVIII. ve Versailles           |
| 17. srpna 1814      | Marie Terezie Bourbonská, vévodkyně z Angoulême                         | Ludvík XVIII.                          |                                                                           |
| 14. srpna 1815      | Ludvík Antonínvévoda z Angoulême s chotí Charles-Ferdinand d'Artois     | Ludvík XVIII.                          |                                                                           |
| 1. listopadu 1816   | Adolf, vévoda z Cambridge                                               | Ludvík XVIII.                          |                                                                           |
| 6. srpna 1826       | Karel X., francouzský král                                              | ---                                    |                                                                           |
| 10. června 1837     | Ludvík Filip, francouzský král                                          | ---                                    | inaugurace Versailleského muzea                                           |
| 4. května 1840      | Ernest I., vévoda saský Vilém I. Württemberský                          | Ludvík Filip                           | královský banket a prohlídka paláce ve světle loučí                       |
| 9. června 1844      | Léopold de Bourbon-Siciles Alexander von Württemberg                    | Ludvík Filip                           |                                                                           |
| 1. září 1849        | Napoleon III.                                                           | ---                                    | jako prezident Druhé Francouzské republiky                                |
| 12. dubna 1850      | velkovévoda Bádenský                                                    | Napoleon III.                          |                                                                           |
| 28. června 1851     | Napoleon III.                                                           | ---                                    |                                                                           |
| 25. května 1853     | Ferdinand Maria Savojsko-Carignanský                                    | Napoleon III.                          |                                                                           |
| 4. března 1854      | Ernest II., vévoda saský                                                | Napoleon III.                          |                                                                           |
| 16. dubna 1854      | Jiří, vévoda z Cambridge                                                | Jean-Baptiste Philibert Vaillant       |                                                                           |
| 10. června 1855     | Petr V. Portugalský                                                     | Jean–Baptiste Philibert Vaillant       |                                                                           |
| 21. srpna 1855      | Viktorie, britská královna                                              | Napoleon III.                          |                                                                           |
| 25. srpna 1855      | Viktorie, britská královna                                              | Napoleon III.                          | součástí programu byla oslava noci                                        |
| 19. října 1855      | Leopold II. Belgický                                                    | Napoleon III.                          |                                                                           |
| 29. listopadu 1855  | Viktor Emanuel II.                                                      | Jean–Baptiste Philibert Vaillant       |                                                                           |
| 9. května 1856      | Vilém I. Württemberský                                                  | Jean–Baptiste Philibert Vaillant       |                                                                           |
| 20. května 1856     | Oskar II.                                                               | Napoleon III.                          |                                                                           |
| 23. června 1856     | Papežský legát a latere papeže Pia IX. kardinál Costantino Patrizi Naro | Jean Nicaise Gros, biskup versailleský | účast papežského legáta na křtu Ludvíka-Napoleona Bonaparta               |
| 11. listopadu 1856  | Ferdinand IV. Toskánský                                                 | Jean–Baptiste Philibert Vaillant       |                                                                           |
| 19. prosince 1856   | Fridrich III. Pruský                                                    | Jean–Baptiste Philibert Vaillant       |                                                                           |
| 8. května 1857      | Konstantin Nikolajevič Ruský                                            | Jean–Baptiste Philibert Vaillant       |                                                                           |
| 31. května 1857     | Maxmilián II. Bavorský                                                  | Jean–Baptiste Philibert Vaillant       |                                                                           |
| 8. února 1858       | Kristián IX.                                                            | Jean–Baptiste Philibert Vaillant       |                                                                           |
| 27. března 1858     | Jiří I. Saský                                                           | Jean–Baptiste Philibert Vaillant       |                                                                           |
| 12. května 1858     | Žofie Württemberská                                                     | Jean–Baptiste Philibert Vaillant       |                                                                           |
| 21. května 1858     | Karel I. Württemberský                                                  | Jean–Baptiste Philibert Vaillant       |                                                                           |
| 8. října 1896       | Mikuláš II. Alexandrovič                                                | Félix Faure                            |                                                                           |
| 2. června 1905      | Alfons XIII.                                                            | Émile Loubet                           |                                                                           |
| 18. května 1924     | Haile Selassie I.                                                       | Alexandre Millerand                    |                                                                           |
| 27. ledna 1928      | Amanulláh                                                               | Édouard Herriot                        | snídaně v galerie basse                                                   |
| 16. července 1930   | Ahmad II. Tuniský                                                       | André Pératé                           | Simple visite du château, déjeuner à l'hôtel Trianon Palace               |
| 21. července 1938   | Jiří VI.                                                                | Albert Lebrun                          |                                                                           |
| 29. listopadu 1950  | Frederik IX.                                                            | Vincent Auriol                         |                                                                           |
| 29. října 1954      | Haile Selassie I.                                                       | René Coty                              |                                                                           |
| 9. dubna 1957       | Alžběta II.                                                             | René Coty                              |                                                                           |
| 2. dubna 1960       | Nikita Sergejevič Chruščov                                              | Charles de Gaulle                      |                                                                           |
| 1. června 1961      | John Fitzgerald Kennedy                                                 | Charles de Gaulle                      |                                                                           |
| říjen 1961          | Muhammad Rezá Pahlaví                                                   | Charles de Gaulle                      |                                                                           |
| 27. června 1963     | Hasan II.                                                               | Charles de Gaulle                      |                                                                           |
| 9. února 1968       | Abdul Rahmán Árif                                                       | Charles de Gaulle                      |                                                                           |
| 1. března 1969      | Richard Nixon                                                           | Charles de Gaulle                      | snídaně ve Velkém Trianonu                                                |
| 6. června 1970      | Nicolae Ceaușescu                                                       | Georges Pompidou                       |                                                                           |
| 30. října 1971      | Leonid Iljič Brežněv                                                    | Georges Pompidou                       | snídaně ve Velkém Trianonu                                                |
| 6. prosince 1971    | Gnassingbé Eyadéma                                                      | Georges Pompidou                       |                                                                           |
| 15. května 1972     | Alžběta II.                                                             | Georges Pompidou                       | snídaně ve Velkém Trianonu                                                |
| 13. listopadu 1972  | Suharto                                                                 | Georges Pompidou                       |                                                                           |
| 15. květen 1973     | Fajsal bin Abd al-Azíz                                                  | Georges Pompidou                       |                                                                           |
| 24. června 1974     | Muhammad Rezá Pahlaví                                                   | Valéry Giscard d'Estaing               |                                                                           |
| 11. května 1976     | Félix Houphouët-Boigny                                                  | Valéry Giscard d'Estaing               |                                                                           |
| 23. listopadu 1976  | Hasan II.                                                               | Valéry Giscard d'Estaing               |                                                                           |
| 5. ledna 1978       | Jimmy Carter                                                            | Valéry Giscard d'Estaing               |                                                                           |
| 8. října 1979       | António Ramalho Eanes                                                   | Valéry Giscard d'Estaing               | večeře ve Velkém Trianonu                                                 |
| 4.–6. června 1982   | 8. summit G7                                                            | François Mitterrand                    |                                                                           |
| říjen 1985          | Michail Sergejevič Gorbačov                                             | François Mitterrand                    | snídaně ve Velkém Trianonu                                                |
| 17.–19. února 1986  | Summit frankofonie                                                      | François Mitterrand                    |                                                                           |
| 5. února 1992       | Boris Jelcin                                                            | François Mitterrand                    | snídaně ve Velkém Trianonu                                                |
| 24. června 2000     | Jean Chrétien                                                           | Lionel Jospin                          |                                                                           |
| 23. ledna 2006      | Angela Merkelová                                                        | Jacques Chirac                         |                                                                           |
| 14. prosince 2007   | Muammar Kaddáfí                                                         | Nicolas Sarkozy                        |                                                                           |
| 6. dubna 2010       | Recep Tayyip Erdoğan                                                    | François Fillon                        |                                                                           |
| 26. března 2014     | Si Ťin-pching                                                           | François Hollande                      |                                                                           |